# 撤回
撤回（てっかい）とは、一般には、発言・提案など先行する場面での行為等を後に取り下げることをいう。日本法上では、意思表示を行った者が、ある行為を将来に向かって無効とさせること。撤回をする権利を撤回権、撤回権を有する者を撤回権者と呼ぶ。撤回の行使の前までは、その意思表示は有効であり、撤回の行使の時から、その意思表示が無効となる。また、撤回は、未だ効力が生じていない法律行為や意思表示についてなされるものであり、その効力の発生を阻止する点で解除や取消などと異なる。
なお、意思表示が行為の時にさかのぼり無効となる場合は「取消」と呼ばれる。従来、民法の条文の文言では「取消」と表現されながらも、条文の立法趣旨などから撤回を意味していると解釈される場合があったが、撤回であることを明確にするため2004年（平成16年）の民法現代語化の際に一定の条文につき「取消」の文言が「撤回」に改められた（民法第521条等）。

## 民法
- 選択債権の選択権の行使（407条2項）
- 承諾の期間の定めのある申込み（523条[注 1]1項）
承諾の期間を定めてした契約の申込みは、撤回することができない。
- 承諾の期間の定めのない申込み（525条[注 2]）
承諾の期間を定めないで隔地者に対してした申込みは、申込者が承諾の通知を受けるのに相当な期間を経過するまでは、撤回することができない。
- 解除権の行使（540条2項）
- 相続の承認及び放棄の撤回及び取消し（919条1項）

## 行政法
処分行政庁が、瑕疵なく成立した行政行為を、相手方の義務違反、公益上の支障が発生した場合に、その効力を将来に向かって無効とすること。